# Muhlenberg (Pennsylvania)
Muhlenberg  è una township degli Stati Uniti d'America, nella contea di Berks nello Stato della Pennsylvania. Secondo il censimento del 2000 la popolazione è di 16.305 abitanti.

## Società

### Evoluzione demografica
La composizione etnica vede una maggioranza di quella bianca (95.48%), seguita da quella afroamericana (1,21%) dati del 2000.
| township di Muhlenberg Popolazione |        |
| 2000                               | 16.305 |
| Stima al 2009                      | 18.690 |